# 항공의 역사

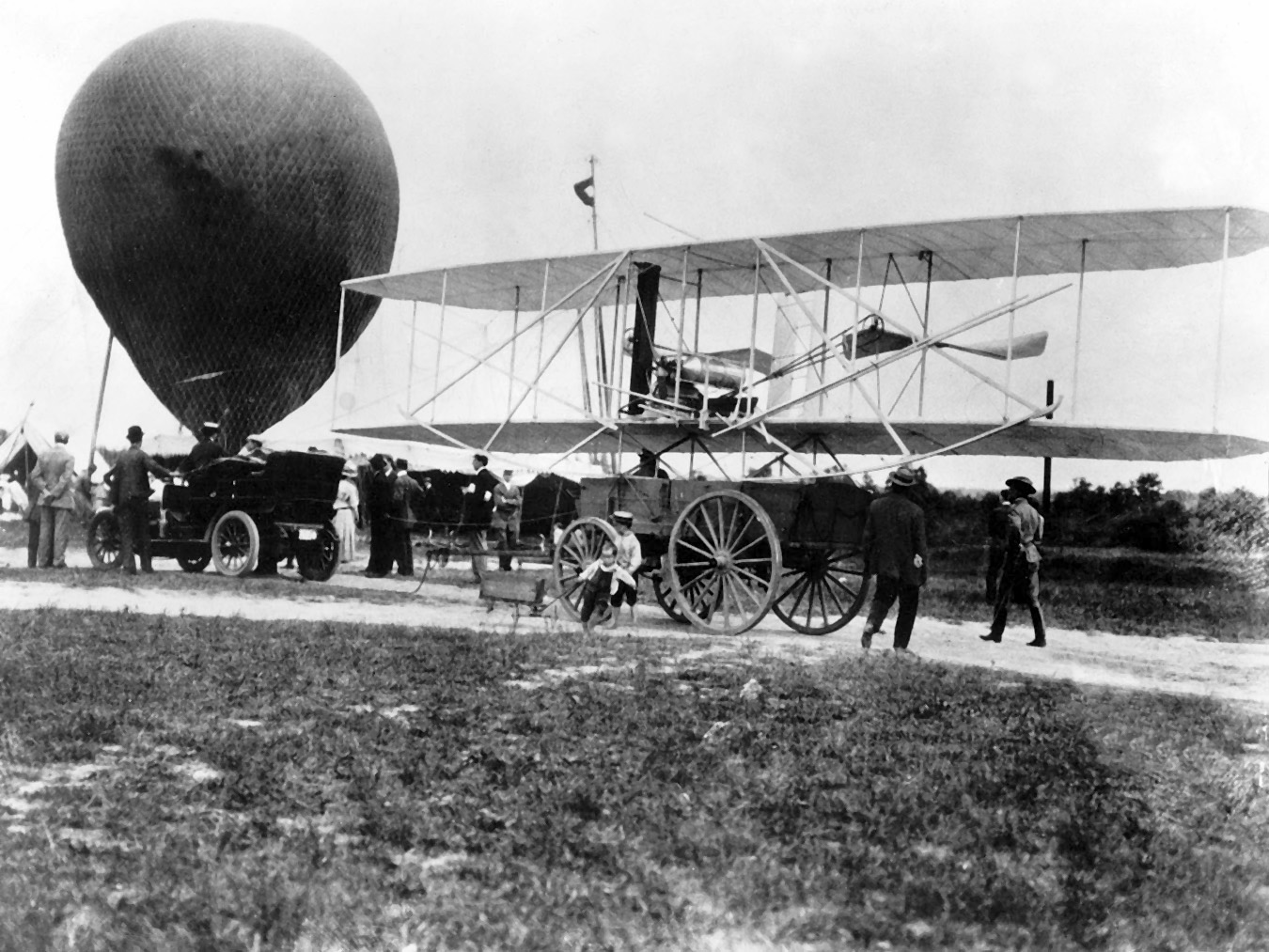
1908년 마차를 타고 있는 라이트 밀리터리 플라이어.

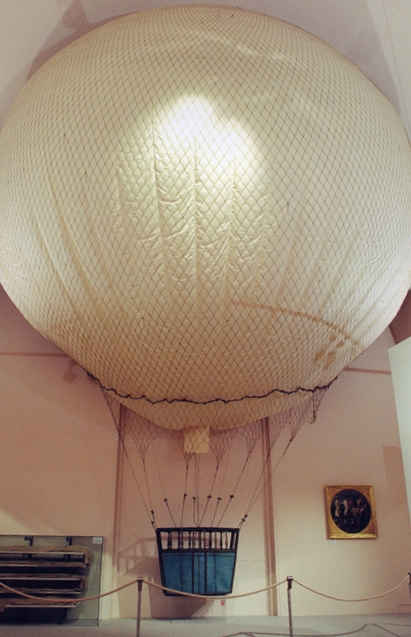
현존하는 가장 오래된 비행 장치인 1796년 프랑스 정찰 기구 L'Intrépide.

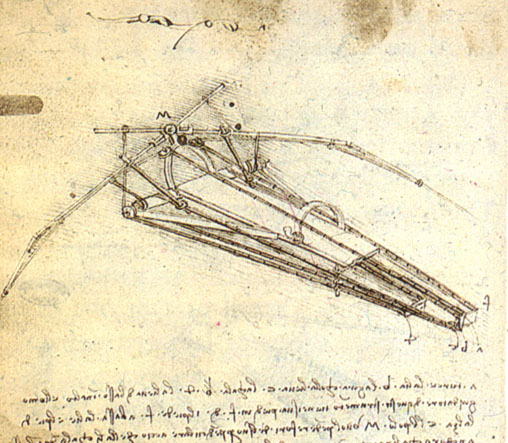
레오나르도 다빈치의 오르니톱터 디자인

항공의 역사는 연 및 타워 점프 시도와 같은 초기 형태의 항공 에서부터 동력이 공급되고 공기보다 무거운 제트기에 의한 초음속 및 극초음속 비행에 이르기까지 2000년 이상 확장된다.
중국에서 나는 연은 기원전 수백 년으로 거슬러 올라가 천천히 전 세계로 퍼졌다. 인간이 만든 비행의 가장 초기 사례로 여겨진다. 레오나르도 다 빈치의 15세기 비행에 대한 꿈은 몇 가지 합리적인 설계로 표현되었지만 빈약한 과학에 의존했다.
18세기 수소 가스의 발견은 수소풍선 의 발명으로 이어졌는데, 거의 정확히 같은 시기에 몽골피에 형제가 열기구를 재발견하고 유인비행을 시작했다. 같은 기간 동안 물리학자들의 다양한 역학 이론, 특히 유체 역학 과 뉴턴 운동 법칙은 조지 케일리에 의해 가장 유명한 현대 공기역학의 기초로 이어졌다. 자유롭게 날 수 있고 묶인 풍선은 18세기 말부터 군사 목적으로 사용되기 시작했으며 프랑스 정부는 혁명 기간 동안 풍선 회사를 설립했다.
글라이더에 대한 실험은 특히 오토 릴리엔탈에 의해 공기보다 무거운 항공기의 토대를 제공했으며 20세기 초에는 엔진 기술과 공기 역학의 발전으로 처음으로 제어된 동력 비행이 가능해졌다. 꼬리가 특징적인 현대 비행기는 1909년에 만들어졌고 그 이후 비행기의 역사는 점점 더 강력한 엔진의 개발과 연결되었다.
최초의 거대한 공중선은 페르디난트 폰 체펠린이 개척한 단단한 비행선이었는데, 이는 곧 비행선의 대명사가 되었고 대형 비행선 이 인기를 끌게 된 1930년대까지 장거리 비행을 지배했다. 제2차 세계 대전 후, 비행선은 차례로 비행기로 대체되었으며 새롭고 엄청나게 강력한 제트 엔진은 항공 여행과 군용 항공 모두에 혁명을 일으켰다.
20세기 후반에 디지털 전자 장치의 출현으로 비행 계측 및 "플라이 바이 와이어(fly-by-wire)" 시스템이 크게 발전했다. 21세기에는 군사, 민간 및 레저 용도로 무인 드론이 대규모로 사용되었다. 디지털 제어를 통해 비행 날개와 같은 본질적으로 불안정한 항공기가 가능해졌다.

## 원시적인 시작

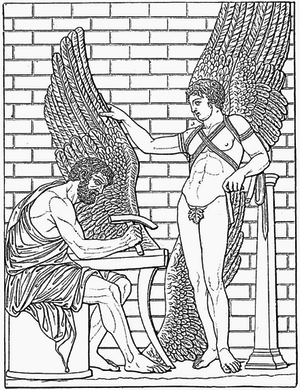
이카로스의 날개를 만들고 있는 다이달로스.

고대부터 남자들이 새 같은 날개, 딱딱한 망토 또는 기타 장치를 스스로에게 묶고 일반적으로 탑에서 뛰어내림으로써 날려고 시도하는 이야기가 있었다. 다이달로스와 이카루스의 그리스 전설은 가장 오래된 것으로 알려진 것 중 하나이다. 고대 아시아와 유럽 중세에서 유래한 다른 것들. 이 초기 기간 동안 양력, 안정성 및 제어의 문제가 이해되지 않았으며 대부분의 시도는 심각한 부상 또는 사망으로 끝났다.
안달루시아의 과학자 압바스 이븐 피르나스(Abbas ibn Firnas, 810–887 AD)는 독수리 깃털로 몸을 덮고 팔에 두 개의 날개를 붙인 채 스페인 코르도바에서 점프했다고 주장된다.
다른 많은 사람들은 다음 세기에 잘 기록된 도약을 했다. 1811년 후반에 Albrecht Berblinger 는 오리 톱터를 제작하여 울름에서 다뉴브 강으로 뛰어 들었다.
연은 최초의 인공 항공기 형태였을 것이다. 그것은 아마도 기원전 5세기에 묵자에 의해 중국에서 발명되었다. 이후의 디자인은 종종 실제와 신화에 있는 날아다니는 곤충, 새 및 기타 짐승을 모방했다. 일부는 비행하는 동안 음악적 소리를 내기 위해 현과 호루라기를 장착했다. 고대 및 중세 중국 출처에서는 거리를 측정하고, 바람을 시험하고, 사람을 들어 올리고, 신호를 보내고, 의사 소통하고 메시지를 보내는 데 연이 사용되었다고 설명한다.
수직 비행을 위한 로터 의 사용은 기원전 400년부터 고대 중국 장난감인 대나무 헬리콥터의 형태로 존재했다. 유사한 "moulinet à noix"(너트 위의 회전자)가 14세기에 유럽에서 나타났다.
중국인들은 고대부터 뜨거운 공기가 상승한다는 것을 이해하고 그 원리를 천등 이라고 하는 일종의 작은 열기구에 적용했다. 하늘 랜턴은 작은 램프가 배치된 바로 아래 또는 바로 안에 종이 풍선으로 구성된다. 천등은 전통적으로 즐거움과 축제 기간 동안 발사된다. 조지프 니덤에 따르면 이러한 등불은 기원전 3세기부터 중국에서 알려졌다. 그들의 군사적 사용은 적군을 겁주는 데 사용했다고 알려진 제갈량에 기인한다.
결국, Ibn Firnas 의 건설 이후, 일부 조사자들은 합리적인 항공기 설계의 기초 중 일부를 발견하고 정의하기 시작했다. 이들 중 가장 주목할만한 것은 레오나르도 다 빈치였는데 그의 작업은 1797년까지 알려지지 않았으므로 향후 300년 동안의 발전에 영향을 미치지 않았다.
레오나르도는 새와 박쥐의 비행을 연구했으며 천공되지 않은 날개 때문에 박쥐의 우월성을 주장했다. 그는 이것을 분석하고 공기역학의 많은 원리를 예상했다. 그는 "물체는 공기가 물체에 하는 저항만큼 공기에 대한 저항을 제공한다"는 것을 이해했다. 아이작 뉴턴은 1687년까지 그의 세 번째 운동 법칙을 발표하지 않았다.

## 공기보다 가볍다
1670년 프란체스코 라나 데 테르치는 진공을 포함하는 구리 포일 구체를 사용하여 비행선 을 들어올리기 위해 변위된 공기보다 더 가벼운 비행이 가능하다고 제안한 작업을 발표했다. 이론적으로 건전하지만 그의 설계는 실현 가능하지 않았다. 주변 공기의 압력으로 인해 구체가 부서질 것이다. 양력을 생성하기 위해 진공을 사용하는 아이디어는 이제 진공 비행선 으로 알려져 있지만 현재의 어떤 재료 로도 실현할 수 없다.
조종 가능한 풍선 개발 작업은 19세기 내내 산발적으로 계속되었다. 최초의 동력, 제어, 지속 공기보다 가벼운 비행은 1852년 Henri Giffard 가 프랑스에서 증기 기관 구동 선박으로, 15 마일 (24 km) 을 비행했을 때 이루어진 것으로 믿어진다.

## 공기보다 무거움
폴란드 왕 브와디스와프 4세가 바르샤바에 있는 궁정으로 초대한 이탈리아 발명가 티토 리비오 부라티니( Tito Livio Burattini )는 1647년에 4개의 고정된 글라이더 날개가 있는 모형 항공기를 제작했다. "정교한 '용'에 부착된 네 쌍의 날개"로 묘사된 이 고양이는 1648년에 성공적으로 고양이를 들어 올렸지만 부라티니 자신은 들어 올리지 못했다고 한다. 그는 "가장 경미한 부상"만이 우주선 착륙으로 인해 발생할 것이라고 약속했다. 그의 "Dragon Volant"는 "19세기 이전에 만들어진 가장 정교하고 정교한 비행기"로 간주된다.
항공에 관한 최초의 출판된 논문은 1716년에 출판된 에마누엘 스베덴보리의 것이었다. 이 비행기는 튼튼한 캔버스로 덮인 가벼운 프레임으로 구성되어 있고 수평축을 따라 움직이는 두 개의 큰 노 또는 날개가 제공되어 업스트로크는 저항이 없고 다운스트로크는 리프팅 파워를 제공하도록 배열되었다. 스베덴보리는 기계가 날지 않을 것을 알고 있었지만 시작으로 제안했고 문제가 해결될 것이라고 확신했다. 그는 다음과 같이 썼다. "그런 기계를 실제로 구현하는 것보다 이야기하는 것이 더 쉬운 것 같다. 인체에 존재하는 것보다 더 큰 힘과 더 적은 무게가 필요하기 때문이다. 역학의 과학은 아마도 강력한 나선형 스프링이라는 수단을 제안할 수 있다. 이러한 장점과 요구 사항이 준수된다면 아마도 조만간 누군가가 우리의 스케치를 더 잘 활용하고 우리가 제안할 수 있는 것을 달성하기 위해 몇 가지 추가 작업을 수행하는 방법을 알게 될 것이다. 그러나 그러한 비행이 위험 없이 이루어질 수 있다는 충분한 증거와 자연의 예가 있다. 비록 첫 번째 시도가 이루어지면 경험에 대한 비용을 지불해야 할 수 있으며 팔이나 다리는 신경 쓰지 않아도 된다." 스베덴보리는 항공기에 동력을 공급하는 방법이 극복해야 할 중요한 문제 중 하나라는 관찰을 통해 선견지명을 드러낼 것이다.
조지 케일리는 1846년에 처음으로 "비행기의 아버지"라고 불렸다. 이전 세기의 마지막 몇 년 동안 그는 비행 물리학에 대한 최초의 엄격한 연구를 시작했으며 나중에 최초의 현대식 무거운 비행기를 설계했다. 항공기. 그의 많은 업적 중에서 항공학에 대한 그의 가장 중요한 공헌은 다음과 같다.
- 우리의 생각을 명확히 하고 공기보다 무거운 비행의 원칙을 정립한다.
- 새의 비행 원리에 대한 과학적 이해를 얻다.
- 항력과 유선형, 압력 중심의 이동, 날개 표면의 곡선으로 인한 양력 증가를 보여주는 과학적인 공기 역학 실험을 수행한다.
- 고정 날개, 동체 및 꼬리 어셈블리로 구성된 현대적인 비행기 구성을 정의한다.
- 유인, 활공 비행의 시연.
- 비행을 유지하기 위한 무게 대비 동력비의 원리를 설정한다.

19세기의 마지막 10년 동안 많은 주요 인물들이 현대 비행기를 개선하고 정의했다. 적절한 엔진이 없기 때문에 항공기 작업은 활공 비행에서 안정성과 제어에 중점을 둔다. 1879년, Biot는 Massia의 도움으로 새 모양의 글라이더를 만들고 그 안에서 잠시 날았다. 그것은 프랑스의 Musée de l'Air 에 보존되어 있으며 여전히 존재하는 최초의 사람을 태운 비행 기계라고 주장된다.
영국인 Horatio Phillips 는 공기역학에 중요한 공헌을 했다. 그는 날개 부분에 대한 광범위한 풍동 연구를 수행하여 Cayley와 Wenham이 예측한 공기역학적 양력의 원리를 증명했다. 그의 발견은 모든 현대식 에어로포일 디자인을 뒷받침한다. 1883년과 1886년 사이에 미국인 John Joseph Montgomery 는 공기 역학과 양력 순환에 대한 독자적인 연구를 수행하기 전에 세 대의 유인 글라이더 시리즈를 개발했다.
오토 릴리엔탈은 1889년 Birdflight as Basis of Aviation ( Der Vogelflug als Grundlage der Fliegekunst )으로 그의 연구를 출판했는데, 이는 항공 역사상 가장 중요한 작업 중 하나로 간주된다. 그는 또한 시리즈 생산의 첫 번째 비행기로 간주되는 Derwitzer Glider 및 Normal 급상승 장치 와 같은 박쥐 날개, 단일 비행기 및 복엽 비행기를 포함한 일련의 행글라이더를 생산하여 Maschinenfabrik Otto Lilienthal 을 최초의 공기로 만들었다. 세계의 비행기 생산 회사.
1891년부터 그는 일상적으로 통제되지 않은 활공을 하는 최초의 사람이 되었으며, 공기보다 무거운 기계를 비행하는 최초의 사진이 찍혀 전 세계의 관심을 불러일으켰다. 그의 작업은 그가 현대 날개의 개념을 개발하도록 이끌었다. 1891년 그의 비행 시도는 인간 비행의 시작으로 간주되며 그는 종종 "항공의 아버지" 또는 "비행의 아버지"로 불린다. .
그는 사진을 포함하여 자신의 작업을 엄격하게 문서화했으며 이러한 이유로 초기 개척자 중 가장 잘 알려진 사람 중 하나이다. Lilienthal은 1896년 글라이더 충돌로 인한 부상으로 사망할 때까지 2,000번이 넘는 활공을 했다.
새뮤얼 피어폰트 랭글리는 피츠버그 대학교 에서 공기역학에 대한 진지한 연구를 시작했다. 1891년에 그는 자신의 연구를 자세히 설명하는 Experiments in Aerodynamics 를 출판한 다음 자신의 디자인을 구축하기 시작했다. 그는 자동 공기역학적 안정성을 달성하기를 희망했기 때문에 비행 중 제어에 대해서는 거의 고려하지 않았다.
체계적인 접근 방식을 사용하고 항공기의 제어 가능성에 집중하여 라이트 형제는 동력 설계를 구축하기 전에 1898년부터 1902년까지 일련의 연 및 글라이더 설계를 제작하고 테스트했다. 글라이더는 작동했지만 라이트 형제가 전임자들의 실험과 저술을 기반으로 기대했던 것만큼은 아니었다. 1900년에 출시된 최초의 실물 크기 글라이더는 예상했던 양력의 절반 정도밖에 걸리지 않았다. 이듬해에 제작된 두 번째 글라이더는 성능이 훨씬 더 떨어졌다. 라이트 형제는 포기하지 않고 자체 풍동 을 건설하고 테스트한 200개의 날개 디자인에서 양력과 항력을 측정하는 여러 정교한 장치를 만들었다.  결과적으로 라이트 형제는 항력 및 양력에 관한 계산의 초기 실수를 수정했다. 그들의 테스트와 계산은 더 높은 종횡비 와 진정한 3축 제어를 가진 세 번째 글라이더를 생산했다. 1902년에 수백 번 성공적으로 비행했으며 이전 모델보다 훨씬 더 나은 성능을 보였다. 라이트 형제는 익형의 풍동 테스트와 실물 크기 프로토타입의 비행 테스트를 포함하는 엄격한 실험 시스템을 사용하여 다음 해에 작동하는 항공기인 Wright Flyer 를 제작했을 뿐만 아니라 항공 공학 과학을 발전시키는 데 도움을 주었다.
라이트 형제는 권력과 통제 문제를 동시에 해결하기 위해 진지하게 연구된 시도를 한 최초의 사람으로 보이다. 두 문제 모두 어려운 것으로 판명되었지만 결코 흥미를 잃지 않았다. 그들은 조종 가능한 후방 방향타가 있는 동시 요 제어와 결합된 롤 제어를 위한 날개 뒤틀림 을 발명하여 제어 문제를 해결했다. 거의 나중에 생각한 것처럼 그들은 저출력 내연 기관을 설계하고 제작했다. 그들은 또한 이전보다 더 효율적인 목재 프로펠러를 설계하고 조각하여 낮은 엔진 출력에서 적절한 성능을 얻을 수 있도록 했다. 측면 제어 수단으로 날개 뒤틀림은 항공의 초기 역사에서 잠깐만 사용되었지만 방향타와 함께 측면 제어를 결합하는 원리는 항공기 제어의 핵심 발전이었다. 많은 항공 개척자들이 안전을 대부분 우연에 맡기는 것처럼 보였지만 라이트 형제의 설계는 충돌에서 살아남음으로써 생명과 사지에 대한 부당한 위험 없이 스스로 비행하는 법을 배워야 할 필요성에 의해 크게 영향을 받았다. 이러한 강조와 낮은 엔진 출력은 낮은 비행 속도와 역풍에 이륙하는 이유였다. 카나드 가 높은 하중을 받을 수 없기 때문에 후방이 무거운 설계의 이유는 안전성보다는 성능이었다. 면체 날개는 측풍의 영향을 덜 받았고 낮은 요 안정성과 일치했다.

## 개척자 시대(1903–1914)
이 기간에는 민간, 스포츠 및 군사용으로 실용적인 비행기와 비행선이 개발되고 풍선 및 연과 함께 초기 적용이 이루어졌다.
라이트 형제의 비행 제어 시스템에 대한 자세한 내용은 1906년 1월 l'Aerophile 에 게재되었지만 이러한 발전의 중요성은 인식되지 않았으며 유럽 실험자들은 일반적으로 본질적으로 안정적인 기계를 생산하려는 시도에 집중했다.
1906년 3월 18일과 8월 19일에 루마니아 엔지니어 Traian Vuia 가 프랑스에서 자체 설계한 완전 자체 추진 고정익 항공기로 단거리 비행을 수행했다. 하부 구조.   그의 뒤를 이어 1906년 9월 12일 덴마크에서 밧줄로 테스트한 단일 비행기를 만든 Jacob Ellehammer 가 42미터를 비행했다.
1906년 9월 13일, Ellehammer의 묶인 비행 다음날과 Wright 형제의 비행 3년 후, 브라질의 알베르토 산토스뒤몽은 Oiseau de proie ( 프랑스어로 "새 먹이"). 이것은 날개 2면체가 뚜렷한 카나드 구성으로 60 미터 (200 ft) 도의 거리를 커버했다. 파리 불로뉴 숲의 샤토 드 바가텔 부지에서 수많은 증인들이 모인 자리에서. 잘 기록된 이 이벤트는 Aéro-Club de France 가 유럽에서 동력 공기보다 무거운 기계로 검증한 최초의 비행이었고 공식적으로 25 미터 (82 ft) 보다 큰 비행으로 처음으로 Deutsch-Archdeacon Prize를 수상했다. . 1906년 11월 12일 Santos-Dumont는 국제항공연맹(Federation Aeronautique Internationale)이 인정한 최초의 세계 기록을 220 미터 (720 ft) 회 비행으로 세웠다. 21.5에서 초.   1907년 3월 14-bis는 단 한 번만 더 짧은 비행을 했지만 그 후에는 포기되었다.
1907년 3월, Gabriel Voisin 은 Voisin 복엽기 의 첫 번째 예를 비행했다. 1908년 1월 13일, 이 유형의 두 번째 예는 항공기가 1km 이상의 거리를 비행한 후 착륙 지점에 착륙한 비행에 대한 Deutsch-Archdeacon Grand Prix d'Aviation 상을 수상하기 위해 앙리 파르망에 의해 비행되었다. 이륙했다. 비행 시간은 1분 28초였다.
Santos-Dumont는 나중에 더 많은 측면 안정성을 확보하기 위해 날개 사이에 보조 날개를 추가했다. 1907년에 처음 비행한 그의 최종 디자인은 Demoiselle 단엽기 시리즈(19~22번)였다. Demoiselle No 19는 단 15일 만에 제작될 수 있었고 세계 최초의 양산 항공기가 되었다. Demoiselle은 120을 달성했다. km/h.  동체는 특별히 강화된 3개의 대나무 붐으로 구성되어 있다. 조종사는 한 쌍의 와이어 스포크 메인휠이 기체 전면 하단에 있고 테일스키드가 반쯤 뒤쪽에 있는 기존 랜딩 기어 의 메인 휠 사이 좌석에 앉았다. 후면 동체 구조. Demoiselle은 동체 구조 후미의 유니버셜 조인트 형태에 경첩으로 연결된 십자형 테일 유닛에 의해 승강타와 방향타 기능을 하여 비행 중 조종되었으며, 날개만 휘어지는(20번) 날개를 통해 롤 제어가 제공되었다. "아래로" 뒤틀림.
비행기는 발명되자마자 군사용으로 사용되었다. 처음으로 군사 목적으로 사용된 이탈리아는 이탈리아-터키 전쟁 (1911년 9월 – 1912년 10월) 동안 리비아에서 항공기가 정찰, 폭격 및 포병 교정 비행을 한 이탈리아였다. 첫 번째 임무(정찰)는 1911년 10월 23일에 이루어졌다. 첫 번째 폭격 임무는 1911년 11월 1일에 수행되었다. 그런 다음 불가리아는 이 예를 따랐다. 제1차 발칸 전쟁 1912 ~13년 동안 그 비행기는 오스만 제국의 진지를 공격하고 정찰했다. 공격, 방어 및 정찰 능력에서 항공기의 주요 사용을 본 최초의 전쟁은 제1 차 세계 대전 이었다. 연합국 과 중앙 강국은 모두 비행기와 비행선을 광범위하게 사용했다.
비행기를 공격용 무기로 사용한다는 개념은 제1차 세계 대전 이전에 일반적으로 무시되었지만 사진 촬영에 비행기를 사용한다는 아이디어는 주요 세력에서 잃지 않은 것이었다. 유럽의 모든 주요 부대는 일반적으로 전쟁 전 스포츠 디자인에서 파생된 경비행기를 정찰 부서에 부착했다. 조종사와 지상 지휘관 간의 통신이 점점 더 중요해짐에 따라 항공기, 특히 SCR-68 에서도 무선 전화 가 탐색되었다.

## 제1차 세계 대전(1914–1918)
얼마 지나지 않아 항공기가 서로를 향해 총을 쏘았지만, 총을 고정할 지점이 없다는 것이 문제였다. 프랑스인은 1914년 말에 Roland Garros 가 고정 기관총을 자신의 비행기 전면에 부착했을 때 이 문제를 해결했다. 그러나 Adolphe Pegoud 는 최초의 " 에이스 "로 알려지게 되었고 5승을 거둔 공로를 인정받아 최초의 에이스가 되었다. 1915년 7월 1일 동기식 기관총 으로 특수 제작된 전투기로 최초의 공중 승리를 거둔 사람은 독일 Luftstreitkräfte Leutnant Kurt Wintgens였다.

## 세계 대전 사이(1918-1939)

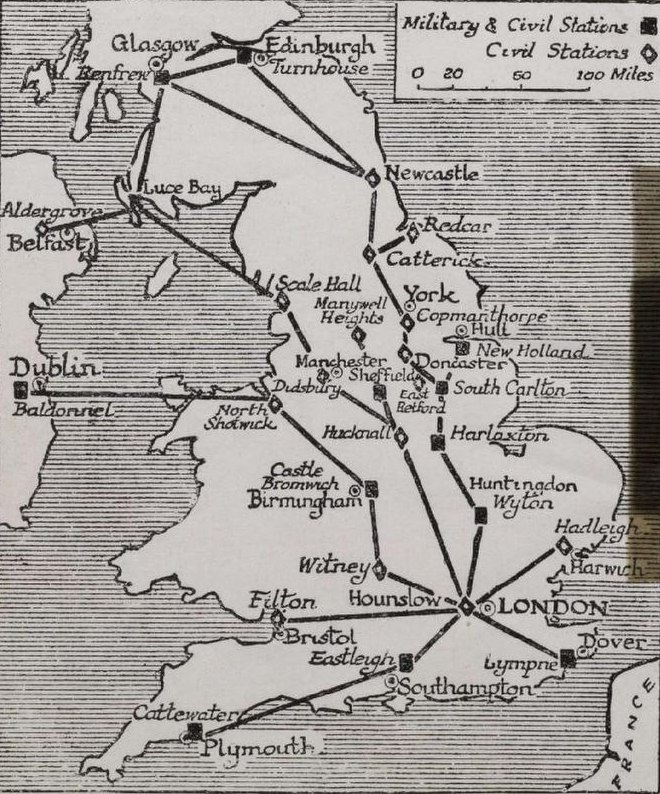
1919년에 출판된 "민간 비행을 위해 항공부가 임시로 마련한 영국의 항로 및 착륙 장소 지도", 런던 근처의 Hounslow 를 허브로 보여줌

제1차 세계 대전과 제2차 세계 대전 사이에 항공기 기술이 크게 발전했다. 비행기는 주로 제1차 세계 대전 기간 동안 Hugo Junkers 의 창립 작업과 미국 디자이너 William Bushnell Stout 과 소련 디자이너에 의해 채택된 것을 기반으로 나무와 직물로 만든 저전력 복엽기에서 알루미늄으로 만든 매끄러운 고출력 단엽기로 진화했다. 안드레이 투폴레프 . 거대하고 단단한 비행선의 시대가 왔다가 갔다. 최초의 성공적인 회전익기는 스페인 엔지니어 Juan de la Cierva 가 발명하고 1919년에 처음 비행한 autogyro 형태로 나타났다. 이 설계에서 로터는 동력이 공급되지 않고 공기를 통과하여 풍차처럼 회전한다. 항공기를 앞으로 추진하기 위해 별도의 동력 장치가 사용된다.
제1차 세계 대전 이후 숙련된 전투기 조종사들은 자신의 기술을 과시하기를 열망했다. 많은 미국 조종사들이 헛간스토머가 되어 전국의 작은 마을로 날아가 비행 능력을 과시하고 유료 승객을 태우게 했다. 결국, barnstormers는보다 조직화 된 디스플레이로 그룹화되었다. 에어쇼는 에어 레이스, 곡예 스턴트, 공중 우세의 위업과 함께 전국적으로 열렸다. 항공 경주는 엔진과 기체 개발을 주도했다. 예를 들어, 슈나이더 트로피 (Schneider Trophy)는 Supermarine S.6B 에서 절정에 달하는 일련의 더 빠르고 날렵한 단일 비행기 디자인으로 이어졌다. 조종사들이 상금을 놓고 경쟁하면서 더 빨리 가고자 하는 동기가 생겼다. Amelia Earhart는 아마도 barnstorming/에어쇼 서킷에서 가장 유명했을 것이다. 그녀는 또한 대서양과 태평양 횡단과 같은 기록을 달성한 최초의 여성 조종사이기도 하다.

## 제2차 세계 대전(1939–1945)
제2차 세계 대전은 항공기뿐만 아니라 관련 비행 기반 무기 전달 시스템의 개발 및 생산 속도가 크게 증가했다. 공중전 전술과 교리가 활용되었다. 대규모 전략 폭격 작전이 시작되었고 전투기 호위 가 도입되었으며 보다 유연한 항공기와 무기는 급강하 폭격기, 전투기 폭격기 및 지상 공격 항공기 로 작은 목표물에 대한 정확한 공격을 허용했다. 레이더 와 같은 새로운 기술은 또한 대공 방어의 보다 조정되고 통제된 배치를 가능하게 했다.

## 같이 보기
- 항공사 연표